# O Pioneers!
O Pioneers! es una película estadounidense para la televisión basada en la novela homónima de Willa Cather.

## Argumento
La película cuenta la historia de una familia sueca emigrada al estado de Nebraska en los Estados Unidos en los años 20. El padre de la familia muere y deja la graja familiar a su hija, que tiene que hacer frente a todos los problemas que le surgen para poder salir adelante con la granja.

## Ficha Artística
- Jessica Lange - Alexandra Bergson
- David Strathairn - Carl Linstrum
- Tom Aldredge - Ivar
- Reed Diamond - Emil
- Anne Heche - Marie
- Heather Graham - Joven Alexandra Bergson
- Josh Hamilton - Joven Carl
- Leigh Lawson - Frank
- Graham Beckel - Oscar

## Localicación
Muchas de las localizaciones de la película han sido rodadas en Johnstown (Nebraska), una pequeña ciudad situada al norte de Nebraska.
Muchos de los edificios utilizados para la película todavía conservan las fachadas vistas en ella.
- Datos: Q7073310